# Charlotte Guest
Pour les articles homonymes, voir Guest.
Lady Charlotte Elizabeth Guest, née Bertie le 19 mai 1812 et morte le 15 janvier 1895 fut une traductrice et une femme d’affaires britannique. C’est une figure importante des études de la littérature galloise et de la langue galloise, elle est principalement connue pour avoir été la première à traduire en anglais les Mabinogion et autre contes gallois médiévaux.

## Biographie
Charlotte Guest est née à Uffington dans le Lincolnshire, fille d'Albemarle Bertie (9e comte de Lindsey), et de sa seconde épouse Charlotte Susanna Elizabeth Layard. Son père meurt quand elle n’a que six ans et sa mère se remarie avec le révérend Peter Pegus, que Charlotte n’aime pas. Elle montre de grandes aptitudes pour les études et apprend seule l’arabe, l’hébreu et le persan.
Après avoir eu un bref flirt avec celui qui deviendra le premier ministre du Royaume-Uni Benjamin Disraeli, elle fuit son insipide vie de famille en se mariant en 1833, ce qui n’était cependant pas conventionnel pour son âge. Son mari, John Josiah Guest, est un industriel au pays de Galles, propriétaire de la Dowlais Iron Company, la plus importante fonderie du monde ; il est plus âgé puisqu’il a 49 ans alors qu’elle n’en a que 21. Ils déménagent à Dowlais dans le Glamorgan, conséquence de son élection à la Chambre des communes en 1832. Le mariage est heureux et le couple va avoir dix enfants. Elle a un intérêt enthousiaste pour les activités philanthropiques de son mari au nom de la communauté locale et se trouve aussi entrainée dans ses affaires industrielles, traduisant des documents techniques en français. John Guest obtient finalement une baronnie en 1838.
Le déclin de la santé de son mari l’oblige à passer plus de temps à l’administration des affaires et à en prendre complètement le contrôle à sa mort en 1852. Elle doit faire face à la fois à ses ouvriers et aux propriétaires de fonderies concurrents, jusqu’à ce qu’elle à renonce à cette situation en 1852, lors de son mariage avec Charles Schreiber. Schreiber est un humaniste et un membre du Parlement pour Cheltenham et plus tard Poole. Ils quittent le Pays de Galles et passent plusieurs années à voyager en Europe, collectionnant des céramiques qu’elle lègue au Victoria and Albert Museum. Elle collectionne aussi les éventails, les jeux de société et les cartes à jouer, qui iront au British Museum.
Le fils ainé des Guest Ivor (Sir Ivor Bertie Guest) devient le premier baron Wimborne et épouse Lady Cornelia Spencer-Churchill, la fille ainée du septième duc de Marlborough et donc la tante de  Winston Churchill. Leur fils est le premier vicomte Wimborne. Parmi leurs autres descendants, il y a la branche américaine (la socialiste C. Z. Guest fut la femme de l’un d'eux), les Earls de Bessborough, et les vicomtes Chelmsford.

## Traductions
Pendant leur vie au Pays de Galles, Charlotte Guest apprend le gallois, associée avec des spécialistes de littérature dont Thomas Price, Théodore Hersart de La Villemarqué, Judge Bosanquet et Gwallter Mechain, qui l’encouragent dans ses travaux. Elle traduit plusieurs chansons et poèmes médiévaux et finalement les Mabinogion, qui rencontrent un succès immédiat. Le terme de Mabinogion utilisé de manière générique pour ces histoires date de Charlotte Guest ; techniquement le mot Mabinogi ne s’applique qu’au premier des quatre contes, connus sous le titre de Quatre Branches du Mabinogi. Un manuscrit contient le mot « mabynnogyon », qu’elle a compris comme un pluriel et appliqué à l’ensemble de la collection.
Les contes des Mabinogion ont été résumés dans Myvyrian Archaiology of Wales de William Owen Pughe qui a terminé une traduction de contes, restés inédits à sa mort, en 1835. Charlotte Guest  ne fit pas confiance à ces traductions, bien qu’elle se servit de son dictionnaire de gallois, terminé en 1803.  Ses Mabinogion sont la première traduction en anglais à être publiés, ils ont été imprimés en plusieurs volumes, entre 1838 et 1849. Les premiers volumes sont consacrés à la légende arthurienne ; le volume I contient les romances galloise Y Tair Rhamant, Owain, ou la dame à la fontaine, Peredur ab Evrawc et Gereint ac Enid et volume II contient, quant à lui, Kulhwch et Olwen et Le Songe de Rhonabwy. Geraint et Enid a servi de base Alfred Tennyson pour deux poèmes consacrés à Geraint dans  Idylls of the King.

## Héritage
Lady Guest était une « étrangère » au Pays de Galles, qui a contribué à la renaissance de la culture galloise. Elle est considérée par sa proche contemporaine Lady Llanover comme une grande bienfaitrice des arts. Une auberge, construite à Dowlais dans les années 1980 porte son nom.